# Bromobenzen
Bromobenzenul este un compus organic cu formula chimică C6H5Br. Este un lichid incolor care poate deveni gălbui în timp. Este utilizat ca intermediar în sinteza organică.

## Obținere
Bromobenzenul se obține în urma reacției dintre brom și benzen în piridină.
{\displaystyle {\ce {C6H6 + Br2 -> C6H5Br + HBr}}}

## Proprietăți
Bromobenzenul este utilizat pentru introducerea unor grupe fenil în structura altor compuși, prin substituție. O metodă presupune conversia sa la bromura de fenilmagneziu, un reactiv Grignard care poate fi utilizat pentru obținerea acidului benzoic prin reacția cu dioxid de carbon. Alte metode presupune reacții de cuplare catalizate cu paladiu, precum este reacția Suzuki. 